# بن هامر
بن هامر (بالإنجليزية: Ben Hamer)‏، من مواليد 20 نوفمبر 1987 في تاونتون في إنجلترا، لاعب كرة قدم إنجليزي.
بدأ مسيرته الكروية مع نادي ريدينغ في عام 2005، وهو يلعب معهم حتى الآن، وفي موسم 2006/2007 أعير إلى نادي كراولي تاون، ولعب معهم 45 مباراة.

## روابط خارجية
- بن هامر على موقع قاعدة بيانات كرة القدم.إي يو (الإنجليزية)
- بن هامر على موقع Soccerbase.com (لاعب) (الإنجليزية)
- بن هامر على موقع Soccerway.com (الإنجليزية)
- بن هامر على موقع عالم كرة القدم.نت (الإنجليزية)
- بن هامر على موقع كووورة
- بن هامر على موقع AS.com (الإسبانية)